# Haplormosia
Haplormosia é um género botânico pertencente à família Fabaceae.